# Tandi Mwape
Tandi Mwape (20 luglio 1996) è un calciatore zambiano, difensore del ZESCO Utd e della nazionale zambiana.

## Carriera

### Nazionale
Ha debuttato con la nazionale dello Zambia il 10 ottobre 2019, nell'amichevole pareggiata 1-1 contro il Niger.
Ha segnato il suo primo gol in nazionale l'8 giugno 2021, nell'amichevole apreggiata 2-2 contro il Benin.

## Statistiche

### Cronologia presenze e reti in nazionale
| Cronologia completa delle presenze e delle reti in nazionale ― Zambia | Cronologia completa delle presenze e delle reti in nazionale ― Zambia | Cronologia completa delle presenze e delle reti in nazionale ― Zambia | Cronologia completa delle presenze e delle reti in nazionale ― Zambia | Cronologia completa delle presenze e delle reti in nazionale ― Zambia | Cronologia completa delle presenze e delle reti in nazionale ― Zambia | Cronologia completa delle presenze e delle reti in nazionale ― Zambia | Cronologia completa delle presenze e delle reti in nazionale ― Zambia |
| Data                                                                  | Città                                                                 | In casa                                                               | Risultato                                                             | Ospiti                                                                | Competizione                                                          | Reti                                                                  | Note                                                                  |
| --------------------------------------------------------------------- | --------------------------------------------------------------------- | --------------------------------------------------------------------- | --------------------------------------------------------------------- | --------------------------------------------------------------------- | --------------------------------------------------------------------- | --------------------------------------------------------------------- | --------------------------------------------------------------------- |
| 2-6-2019                                                              | KwaMashu                                                              | Zambia                                                                | 2 – 2                                                                 | Malawi                                                                | Coppa COSAFA 2019 - Quarti di finale                                  | -                                                                     | 4 – 2                                                                 |
| 5-6-2019                                                              | Durban                                                                | Zimbabwe                                                              | 0 – 0                                                                 | Zambia                                                                | Coppa COSAFA 2019 - Semifinale                                        | -                                                                     | 2 – 4                                                                 |
| 8-6-2019                                                              | Durban                                                                | Botswana                                                              | 0 – 1                                                                 | Zambia                                                                | Coppa COSAFA 2019 - Finale                                            | -                                                                     |                                                                       |
| 10-10-2019                                                            | Niamey                                                                | Niger                                                                 | 1 – 1                                                                 | Zambia                                                                | Amichevole                                                            | -                                                                     |                                                                       |
| 14-11-2019                                                            | Blida                                                                 | Algeria                                                               | 5 – 0                                                                 | Zambia                                                                | Qual. Coppa d'Africa 2021                                             | -                                                                     |                                                                       |
| 19-11-2019                                                            | Lusaka                                                                | Zambia                                                                | 1 – 2                                                                 | Zimbabwe                                                              | Qual. Coppa d'Africa 2021                                             | -                                                                     |                                                                       |
| 9-10-2020                                                             | Nairobi                                                               | Kenya                                                                 | 2 – 1                                                                 | Zambia                                                                | Amichevole                                                            | -                                                                     |                                                                       |
| 11-10-2020                                                            | Phokeng                                                               | Sudafrica                                                             | 1 – 2                                                                 | Zambia                                                                | Amichevole                                                            | -                                                                     |                                                                       |
| 12-11-2020                                                            | Lusaka                                                                | Zambia                                                                | 2 – 1                                                                 | Botswana                                                              | Qual. Coppa d'Africa 2021                                             | -                                                                     | 42’                                                                   |
| 16-11-2020                                                            | Francistown                                                           | Botswana                                                              | 1 – 0                                                                 | Zambia                                                                | Qual. Coppa d'Africa 2021                                             | -                                                                     | 79’                                                                   |
| 29-3-2021                                                             | Harare                                                                | Zimbabwe                                                              | 0 – 2                                                                 | Zambia                                                                | Qual. Coppa d'Africa 2021                                             | -                                                                     |                                                                       |
| 5-6-2021                                                              | Dakar                                                                 | Senegal                                                               | 3 – 1                                                                 | Zambia                                                                | Amichevole                                                            | -                                                                     |                                                                       |
| 8-6-2021                                                              | Cotonou                                                               | Benin                                                                 | 2 – 2                                                                 | Zambia                                                                | Amichevole                                                            | 1                                                                     |                                                                       |
| 7-10-2021                                                             | Malabo                                                                | Guinea Equatoriale                                                    | 2 – 0                                                                 | Zambia                                                                | Qual. Mondiali 2022                                                   | -                                                                     |                                                                       |
| 10-10-2021                                                            | Lusaka                                                                | Zambia                                                                | 1 – 1                                                                 | Guinea Equatoriale                                                    | Qual. Mondiali 2022                                                   | -                                                                     |                                                                       |
| 13-11-2021                                                            | Lusaka                                                                | Zambia                                                                | 4 – 0                                                                 | Mauritania                                                            | Qual. Mondiali 2022                                                   | -                                                                     |                                                                       |
| 16-11-2021                                                            | Tunisi                                                                | Tunisia                                                               | 3 – 1                                                                 | Zambia                                                                | Qual. Mondiali 2022                                                   | -                                                                     | 15’                                                                   |
| 27-3-2022                                                             | Antalya                                                               | Zambia                                                                | 1 – 2                                                                 | Benin                                                                 | Amichevole                                                            | -                                                                     |                                                                       |
| 3-6-2022                                                              | Yamoussoukro                                                          | Costa d'Avorio                                                        | 3 – 1                                                                 | Zambia                                                                | Qual. Coppa d'Africa 2023                                             | -                                                                     |                                                                       |
| 7-6-2022                                                              | Lusaka                                                                | Zambia                                                                | 2 – 1                                                                 | Comore                                                                | Qual. Coppa d'Africa 2023                                             | -                                                                     | 2’                                                                    |
| 23-9-2022                                                             | Bamako                                                                | Mali                                                                  | 1 – 0                                                                 | Zambia                                                                | Amichevole                                                            | -                                                                     |                                                                       |
| 17-11-2022                                                            | Petah Tikva                                                           | Israele                                                               | 4 – 2                                                                 | Zambia                                                                | Amichevole                                                            | -                                                                     |                                                                       |
| 23-3-2023                                                             | Ndola                                                                 | Zambia                                                                | 3 – 1                                                                 | Lesotho                                                               | Qual. Coppa d'Africa 2023                                             | -                                                                     |                                                                       |
| 26-3-2023                                                             | Soweto                                                                | Lesotho                                                               | 0 – 2                                                                 | Zambia                                                                | Qual. Coppa d'Africa 2023                                             | -                                                                     |                                                                       |
| 17-6-2023                                                             | Ndola                                                                 | Zambia                                                                | 3 – 0                                                                 | Costa d'Avorio                                                        | Qual. Coppa d'Africa 2023                                             | -                                                                     |                                                                       |
| 9-1-2024                                                              | Gedda                                                                 | Zambia                                                                | 1 – 1                                                                 | Camerun                                                               | Amichevole                                                            | -                                                                     | 64’                                                                   |
| 17-1-2024                                                             | San-Pédro                                                             | RD del Congo                                                          | 1 – 1                                                                 | Zambia                                                                | Coppa d'Africa 2023 - 1º turno                                        | -                                                                     |                                                                       |
| 24-1-2024                                                             | San-Pédro                                                             | Zambia                                                                | 0 – 1                                                                 | Marocco                                                               | Coppa d'Africa 2023 - 1º turno                                        | -                                                                     | 83’                                                                   |
| 7-6-2024                                                              | Agadir                                                                | Marocco                                                               | 2 – 1                                                                 | Zambia                                                                | Qual. Mondiali 2026                                                   | -                                                                     | 89’                                                                   |
| 11-10-2024                                                            | Ndola                                                                 | Zambia                                                                | 0 – 0                                                                 | Ciad                                                                  | Qual. Coppa d'Africa 2025                                             | -                                                                     | 26’                                                                   |
| 15-10-2024                                                            | Yaoundé                                                               | Ciad                                                                  | 0 – 1                                                                 | Zambia                                                                | Qual. Coppa d'Africa 2025                                             | -                                                                     |                                                                       |
| Totale                                                                |                                                                       | Presenze                                                              | 31                                                                    |                                                                       | Reti                                                                  | 1                                                                     |                                                                       |

## Palmarès

### Club

#### Competizioni nazionali
- Campionato della Repubblica Democratica del Congo: 3

TP Mazembe: 2019-2020, 2021-2022, 2023-2024